# Bent Otto Hansen
Bent Otto Hansen (født 1957) i Søborggård Sogn, Gladsaxe) dansk forfatter.
Han har udgivet digtsamlingerne Blindforsøg (2001), Opløselige (2006), Beologi (2008), "Nogens" (2009), 'fabulator' (2011) og krimien Mord på landsholdet (2002). Den 9. februar 2010 udkom hans skønlitterære fiktion Jeg kan ikke sove (Books-on-Demand) om mødet i det terapeutiske rum. Den 16. april 2015 udkom romanen 'Bakken - noget om snakken, knæk nakken' som e-bog og lydbog.
I 2010 fik han Statens Kunstfonds Litteraturudvalgs arbejdslegat på 100.000 kr.
Han er 'ottodidakt' journalist og har været ansat på Kanal 2 Morgenflimmer, DR P3, Radio Sydkysten, Dagbladet Roskilde Tidende og TV3 Sporten (1991-97) som fodboldkommentator.
Fra og med 2003 har han været lydbogsindlæser af flere end 400 romaner, bl.a. af Dostojevski, Camus, Tolstoj, Dürrenmatt, Murakami, Nesbø, Saabye Christensen, Ramsland, Zweick, Hemingway, Scott Fitzgerald, Yates, E.L. Doctorow, Dan Brown, Helgason og Arnald m.fl.
Siden september 2019 er han vært på podcasten ‘hørt - spørg om lydbøger’ på podcastudbyderen Podimo.
I juni 2020 udkom lydbogen ‘Ottodidakt’ med hans fem digtsamlinger og i december 2020 blev 43 nye digte udsendt som lydbog med titlen ‘tyve tyve’.